# Kanton Montaigut
Montaigut is een voormalig kanton van het Franse departement Puy-de-Dôme. Het kanton maakte deel uit van het arrondissement Riom. Het werd opgeheven bij decreet van 21 februari 2014, met uitwerking op 22 maart 2015.

## Gemeenten
Het kanton Montaigut omvatte de volgende gemeenten:
- Ars-les-Favets
- Buxières-sous-Montaigut
- La Crouzille
- Durmignat
- Lapeyrouse
- Montaigut (hoofdplaats)
- Moureuille
- Saint-Éloy-les-Mines
- Virlet
- Youx